# Tigaon (Camarines Sur)
Tigaon, oficialmente el Municipio de Tigaon, es un municipio de tercera clase en la provincia de Camarines Sur, Filipinas. Según el censo de 2015, tiene una población de 55 272 personas.
Está en la parte oriental de la provincia de Camarines Sur, entre el Monte Isarog y el Golfo de Lagonoy, y ocupa una área de tierra total de 12 575 ha, 80 % de la misma es plana. De estos, 1045 hectáreas corresponden a arrozales irrigados.
La economía de Tigaon está basada en productos agrícolas como arroz, maíz, caña de azúcar, fibra de abacá, pescado, y cerdo. Es también conocido por su industria artesanal, especialmente la alta calidad de los barcos en botellas. Las principales atracciones turísticas son el parque de jungla del monte Isarog en el barangay de Consocep, y varios balnearios.

## Historia
Según el sacerdote parroquial Fray Marcos de Lisboa, el nombre de la ciudad fue atribuido a la palabra «tigaw», un arbusto que creció en abundancia en las orillas del río, y al machacar sus hojas producían un extracto que era usado como veneno para pescar en ríos y ciénagas.

### Era Colonial española
La península Bicol fue vista por primera vez por los españoles en agosto de 1543 a bordo del San Juan de Letran. En 1574, el Capitán Juan de Salcedo conquistó la Región Bicol. En 1701, Tigaon era considerado parte de Sagñay. En 1794, Tigaon obtuvo su parroquia propia bajo la responsabilidad del Fraile Jose de Buensalida quién estuvo a cargo de la misión de San Clare de Assisi, designando el 12 de agosto 12 como su día festivo.
La erupción del volcán Mayon en 1834 empezó una ola de migración de la provincia vecina de Albay a las laderas ricas y verdes de Tigaon. Mientras la Espada y el Cruz se volvían la base de la colonización española en las Filipinas, el sacerdote parroquial simbolizaba el Rey de España y el inmenso poder inmenso. Esto causó disturbios y revueltas constantes contra las atrocidades del régimen español, resultando en la Revolución Filipina de 1898. Para $20,000,000.00, España cedió las Filipinas a los americanos.
A comienzos del siglo XIX, Camarines Sur estuvo dividido en cuatro distritos por los españoles. Esta división incluye los distritos de Bikol, Rinconanda, Yraya y Mambulao. La misión de Tigaon en la parte del Monte Isarog perteneció al distrito Bikol.
La historia de esta ciudad, según los relatos escritos, se consideró confusa ya que hay registros conflictivos en lo que respecta a su establecimiento como municipio.

### Segunda Guerra Mundial y Ocupación japonesa
En 1941, estalló la Segunda Guerra Mundial. Los japoneses ingresaron a Tigaon durante el período del Mayor Lino Cabaero. El movimiento de guerrilla evolucionó como una brote de crueldad japonesa. Los enfrentamientos eran frecuentes y la iglesia devino en un santuario de la mayoría de las guerrillas. Fr. Tomas Bernales era sacerdote parroquial durante el periodo de 1941 a 1942. Fr. Florencio Gonzales se hizo cargo en 1942. La infame Marcha de Muerte incitó a Doña Leonor Moll a rescatar su hijo, Dr. Heriberto Moll y a cuarenta y tantos Bicolanos de las garras de muerte. Tte. Salvador Natividad murió luchando contra los japoneses en Mabalodbalod. El capitán Edmundo Cea y los Mayores Salvador y Tomas Garchitorena estaban en el frente de batalla. Don Pascual Leelin le donó sus sacos de arroz a compañeros-Tigaoeños antes de que los enemigos los confiscaran. En 1945, las fuerzas americanas volvieron a reclamar las Filipinas, preparando el camino para la rendición del Ejército Imperial Japonés sitiado.

### Filipinas independientes
Con el advenimiento de independencia, los Tigaoeños encontraron la libertad de expresión a través de las artes. Un monopolio de pintores, poetas, y los actores emergieron de esta ciudad. Luisita Venida fue la primera niña actriz Tigaoeña mientras Jesús ‘Og' Ramos se convirtió en el Tarzan del cine local. El fisicoculturista Pepito Ramos fue aclamado “Señor Filipinas”. Al final de la década del 1950, Batas Pambansa 129 convirtió a Tigaon en la sede del CFI en el distrito Partido. La política prosperó. Don Mariano Garchitorena se volvió Gobernador de Camarines Sur en 1945. Sebastian Caruso Moll fue elegido Congresista en la administración de Quirino. La misma administración escogió a Don Mariano Garchitorena, Secretario de Agricultura. Edmundo Cea, el primer asiático en ser invitado como orador en las Naciones Unidas, ganó fama como Congresista, como Senador durante la década de los 1960, como delegado de Convención Constitucional de 1970 y como miembro del extinto Batasang Pambansa. Jose Fuentebella fue Embajador en Indonesia durante la administración García. El cura Fr. Florencio Gonzales fue sucedido por Fr. Pedro Oliva (1948−1967). Los alcaldes municipales de Tigaon durante estos años fueron: Heriberto R. Moll (1945-1957); Jose Bosito (1958-1964) y otra vez Heriberto R. Moll (1964−1967).
Hubo una época en que Tigaon era posesión de solo 7 terratenientes, concretamente P. Baduria, L. Cea, J. Jacob, M. Estela, A. Garchitorena y S. Moll. Ahora sus tierras están distribuidas entre las personas gracias a la Reforma Agraria.

### Ley marcial
El Movimiento NPA en la región Nicol empezó en Tigaon, el mismo funcionaba, en su mejor forma, cómo una sociedad feudal. Los hermanos Romulo (Kumander Tangkad) y Ruben (Kumander Benjie) Jallores activamente guiaron el crecimiento de este movimiento. El malestar agrario devino en la causa legítima para alimentar la causa socialista. Los inquilinos plantaban maíz y arroz obligados dentro de las tierras de abaca. Finalmente, la producción de abaca declinó.
En 1972, se declaró la ley marcial y se implementó la reforma agraria. Felix Fuentebella fue nombrado gobernador en 1976, el mismo año Nelson Baduria Tria fue ordenado y se volvió el primer sacerdote Tigaoeño. La dictadura de Marcos persiguió a los insurgentes y les torturó. Senador Edmundo Cea defendió a la viuda de Ninoy Aquino widow, Corazón. La iglesia jugó un papel importante en la serie de acontecimientos que llevaron al derrocamiento de Ferdinand Marcos en la Revolución EDSA de 1986. La parroquia de Tigaon St. Clare de Assisi se volvió el punto de encuentro de la causa Cory Aquino en el tercer distrito de Camarines Sur. Los curas en Tigaon fueron Fr. Jose Rey (1967−1984) y Fr. Felix Barela (1984−1985). En 1986, se ordenó Gallardo Bombase, Jr. El se convirtió en el primer sacerdote parroquial Filipino de la Universidad de Santo Tomas. Alcaldes municipales durante este tiempo: Gualberto Cea Manlagñit (1968−1971); Lucio Palaypayon, Jr. (1972); Federico Moll (activo, 1973−1976); y Claudio Francisco (nombrado 1976/ elegido 1980−1986).
Gradualmente, el orden fue restaurado. El Senado y el congreso fueron otra vez parte del proceso democrático del país. Delfín Recto fue nombrado Alcalde de Tigaon. Julián Cea Napal se convirtió en Gobernador de Vicio de Camarines Sur. Francis Garchitorena ocupó la posición de SandiganBayan Justicia. La cruzada del Movimiento NPA ganó el reconocimiento de la administración gubernamental. Se realizaron constantes charlas por la paz para resolver las diferencias entre gobierno y el CPP/NPA.

## Geografía

### Barangays
Tigaon está subdividido políticamente en 23 barangays o barrios.
- Abo
- Cabalinadan
- Caraycayon
- Casuna
- Consocep
- Coyaoyao
- Gaao
- Gingaroy
- Gubat
- Huyonhuyon
- Libod
- Mabalodbalod
- May-Anao
- Panagan
- Población
- Salvacion
- San Antonio
- San Francisco
- San Miguel
- San Rafael
- Talojongon
- Tinawagan
- Vinagre

### Clima
| Climate data for Tigaon, Camarines Sur    | Climate data for Tigaon, Camarines Sur | Climate data for Tigaon, Camarines Sur | Climate data for Tigaon, Camarines Sur | Climate data for Tigaon, Camarines Sur | Climate data for Tigaon, Camarines Sur | Climate data for Tigaon, Camarines Sur | Climate data for Tigaon, Camarines Sur | Climate data for Tigaon, Camarines Sur | Climate data for Tigaon, Camarines Sur | Climate data for Tigaon, Camarines Sur | Climate data for Tigaon, Camarines Sur | Climate data for Tigaon, Camarines Sur | Climate data for Tigaon, Camarines Sur |
| Mes                                       | Ene                                    | Feb                                    | Mar                                    | Abr                                    | May                                    | Jun                                    | Jul                                    | Ago                                    | Sep                                    | Oct                                    | Nov                                    | Dic                                    | Año                                    |
| ----------------------------------------- | -------------------------------------- | -------------------------------------- | -------------------------------------- | -------------------------------------- | -------------------------------------- | -------------------------------------- | -------------------------------------- | -------------------------------------- | -------------------------------------- | -------------------------------------- | -------------------------------------- | -------------------------------------- | -------------------------------------- |
| Máximas promedio °C (°F)                  | 31 (88)                                | 30 (86)                                | 32 (90)                                | 35 (95)                                | 35 (95)                                | 35 (95)                                | 34 (93)                                | 33 (91)                                | 34 (93)                                | 32 (90)                                | 30 (86)                                | 30 (86)                                | 33 (91)                                |
| Mínimas promedio °C (°F)                  | 26 (79)                                | 26 (79)                                | 28 (82)                                | 30 (86)                                | 31 (88)                                | 30 (86)                                | 29 (84)                                | 29 (84)                                | 29 (84)                                | 28 (82)                                | 27 (81)                                | 27 (81)                                | 28 (83)                                |
| Promedio de Precipitaciones mm (pulgadas) | 82.88 (3.26)                           | 137.93 (5.43)                          | 63.69 (2.51)                           | 78.31 (3.08)                           | 229.42 (9.03)                          | 288.31 (11.35)                         | 280.99 (11.06)                         | 112.39 (4.42)                          | 210.87 (8.30)                          | 599.07 (23.59)                         | 194.80 (7.67)                          | 454.3 (17.89)                          | 2,732.96 (107.59)                      |
| Dias lluviosos promedio                   | 24                                     | 28                                     | 18                                     | 20                                     | 24                                     | 29                                     | 31                                     | 27                                     | 27                                     | 30                                     | 29                                     | 31                                     | 318                                    |
| Source: World Weather Online              |                                        |                                        |                                        |                                        |                                        |                                        |                                        |                                        |                                        |                                        |                                        |                                        |                                        |

## Demografía

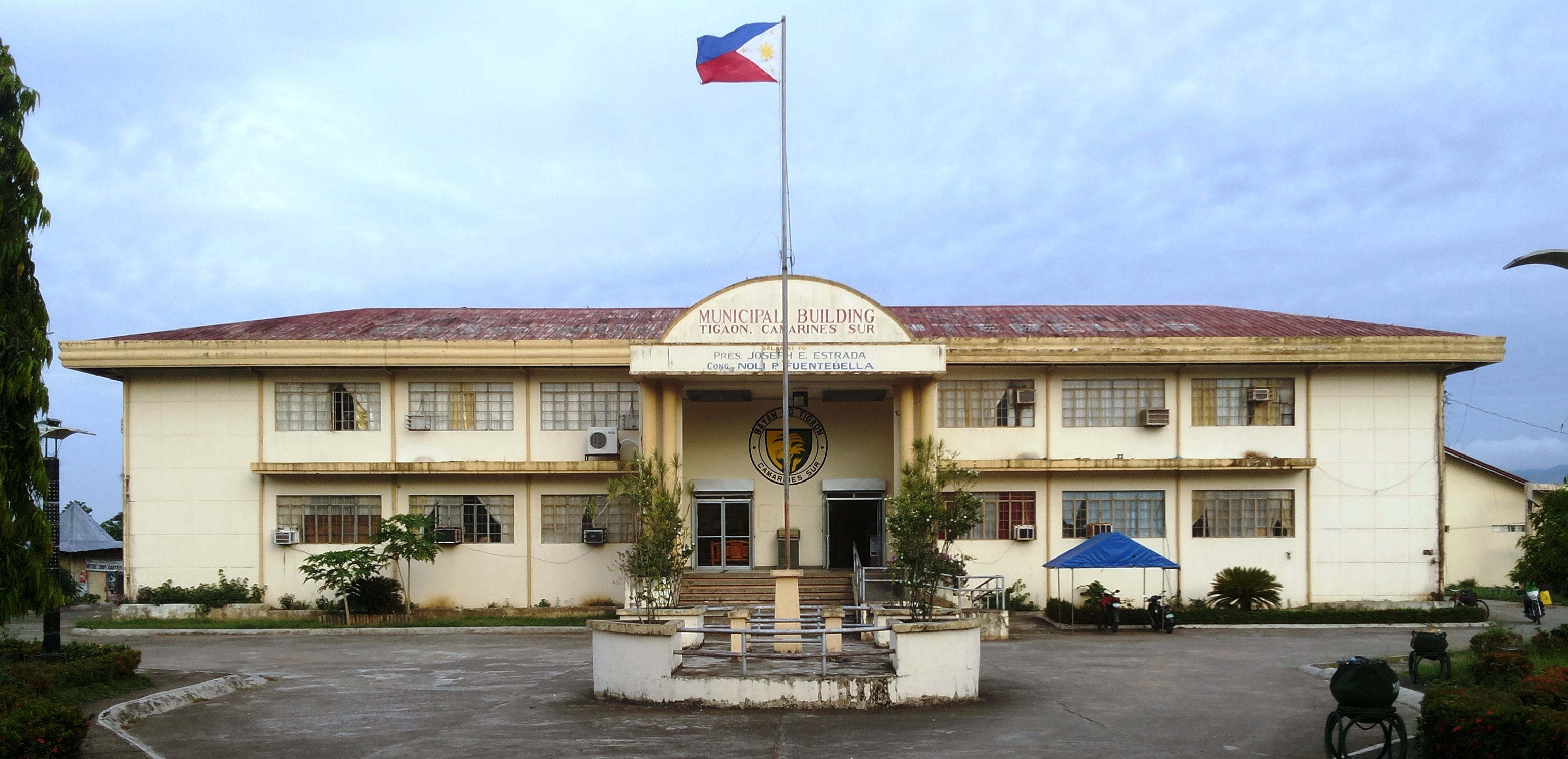
Tigaon Sala municipal

En el censo de 2015, la población de Tigaon era de 55 272 personas,[3] con una densidad de 760 habitantes por kilómetro cuadrado o 2,000 habitantes por milla cuadrada.

### Isarog Agta Lengua
En 2010, UNESCO liberó su 3er volumen mundial de lenguas en peligro de extinción en el Mundo, donde se informaba que 3 de las lenguas en peligro crítico eran de las Filipinas. Uno de estas lenguas es Isarog Agta qué tenía un número de hablantes estimado de 5 personas en el año 2000. La lengua estuvo clasificada como en peligro crítico, esto significa que los hablantes más jóvenes son abuelos y adultos mayores, además, hablan la lengua parcialmente y con poca frecuencia, y ya casi no le enseñan el idioma a sus hijos o nietos. Si las personas que quedan no pasan su lengua nativa a la próxima generación próxima de Isarog Agta, estará extinta en un periodo de 1 a 2 décadas.
La población Isarog Agta vive dentro de la circunferencia de Monte Isarog, aun así sólo 5 de ellos todavía conoce su lengua nativa. Son uno del colonos Negrito originales en las todas las Filipinas. Pertenecen al Aeta clasificación de personas, pero tienen creencias y lenguas distintas los sistemas únicos a su cultura propia y patrimonio.

### Religión
La Iglesia católica se encuentra presente desde 1794 con el nacimiento de la ciudad. En la actualidad hay cuatro parroquias en Tigaon.
- Parroquia San Claire de Assisi - La parroquia más vieja, establecida en 1794. Está localizada en Aguinaldo St., Tigaon.
- Parroquia de San Catherine de Siena -localizada junto a Universidad Siena de Tigaon (Campus Ginaroy) en Gingaroy, Tigaon.
- San Rafael la Parroquia de Arcángel - localizada en San Rafael, Tigaon.
- Parroquia de Nuestra Señora de los Lamentos - la parroquia más nueva, localizada en Abo, Tigaon.

En Tigaon se observa presencia de Iglesias protestantes, particularmente en las calles de Baranggay Talojongon,
Actualmente, las Iglesias protestantes en Tigaon son:
Miembros de la Iglesia de Dios Internacional (Ang Dating Daan)
Adventistas Séptimo Día
La Iglesia de Jesús Cristo de los Santos de los Últimos Días
Testigos de Jehová
Crusada Mlagrosa de Jesús
Iglesia Ni Cristo
Iglesia Unida de Cristo en las Filipinas
Fraternidad Cristiana Jesús el afectuoso Pastor
Un grupo de Cristianos Nacidos-nuevamente

## Economía
Los establecimientos comerciales incluyen mercados, bancos, tiendas de empeño, ferreterías, supermercados de autoservicio, farmacias, cadenas de comidas y restaurantes y pensiones. En Tiagaon también podemos encontrar mataderos y centros informáticos.
Los productos locales más importantes son palay, maíz, tubérculos, caña de azúcar, coco, frutas cítricas, vegetales, pescado y otros productos marinos, ganado, productos avícolas.